# Пирло, Андреа
Андре́а Пи́рло (итал. Andrea Pirlo, итальянское произношение: [anˈdrɛːa ˈpirlo]; род. 19 мая 1979, Флеро, Ломбардия, Италия) — итальянский футбольный тренер, ранее выступавший как футболист на позиции полузащитника. Пирло считается одним из лучших полузащитников в истории итальянского футбола. Он отличался грамотным видением поля и высокой точностью передач, а также был качественным исполнителем штрафных ударов. Кавалер и офицер ордена «За заслуги перед Итальянской Республикой».
Первым клубом Пирло стала «Брешиа», в 1995 году он был переведён из академии этой команды в основной состав и провёл свои первые матчи. В 1997 году вместе с «Брешией» Андреа стал победителем Серии B. Годом позже он подписал контракт с клубом Серии А «Интернационале», однако стать важным игроком этой команды ему не удалось. Пирло два раза отправляли в аренду в другие команды, после чего он и вовсе был продан принципиальным соперникам — «Милану». Там Пирло зарекомендовал себя в качестве одного из лучших плеймейкеров в мире, дважды становился чемпионом Италии, по два раза выигрывал Лигу чемпионов УЕФА и Суперкубок УЕФА, а также один раз оказывался победителем Клубного чемпионата мира, Кубка Италии и Суперкубка Италии. В 2011 году Пирло не стал продлевать свой контракт с «Миланом» и ушёл в «Ювентус», где четыре раза подряд побеждал в чемпионате Италии, а также выиграл два Суперкубка Италии и один Кубок Италии. Также он трижды подряд признавался лучшим футболистом года в Италии. В 2015 году Андреа присоединился к клубу MLS «Нью-Йорк Сити», спустя два сезона в котором завершил игровую карьеру.
Андреа Пирло играл и за национальную сборную Италии, он провёл в её составе 116 матчей, что стало пятым результатом по выступлениям от одного игрока за всю историю. Свой первый матч в составе сборной он провёл в 2002 году, в 2004 году вместе со своей командой занял третье место на Олимпийских играх. На чемпионате мира 2006 года Пирло был одним из важных игроков итальянской сборной, сыграв весомую роль в итоговой победе своей страны в этом турнире. Он получил «Бронзовый мяч» по его итогам, а также попал в символическую сборную. Чемпионат Европы 2012 года тоже стал для сборной Италии успешным, Пирло со своей командой вышел в финал турнира, однако там победу одержала сборная Испании. Также Андреа представлял свою страну на Евро-2004 и 2008, чемпионатах мира в 2010 и 2014 году, а также Кубках конфедераций в 2009 и 2013 году.
После завершения игровой карьеры Андреа Пирло стал главным тренером одной из молодёжных команд клуба «Ювентус». Он пробыл на этом посту только девять дней, после чего был назначен тренером главного состава. Под руководством Пирло «Ювентус» выиграл Кубок и Суперкубок Италии, однако по окончании сезона он был уволен.

## Ранние годы
Родился в городке Флеро, провинция Ломбардия, что в семи километрах от известного города Брешиа. Отец Пирло — Луиджи, владелец двух металлургических заводов, мать — Лидия, племянницы экс-мэра Брешии. Андреа был вторым ребёнком в семье, его старший брат — Иван, также начинал заниматься футболом и долгое время выступал за «Брешию». Также есть младшая сестра, Сильвия. Футболом начинал заниматься с малых лет и в детстве, как и вся его семья, болел за «Интер». Начинал в одноимённом клубе из «Флеро», затем перешёл в любительскую команду из соседнего города Волунтас. В 1992 году Пирло попал в академию «Брешии», играя на позиции чистого форварда.

## Клубная карьера

### Первые команды

#### Первые годы и осознание роли (1994—2001)
В 1995 году, когда Андреа было 16 лет, его начали привлекать к играм основного состава «Брешии». 21 мая того года Пирло дебютировал за эту команду в матче Серии А против «Реджины». На тот момент он стал самым молодым игроком «Брешии», когда-либо принимавшим участие в матче Серии А. К основному составу команды Пирло начал привлекать румынский специалист Мирча Луческу, он доверял молодому полузащитнику. Однако в следующем сезоне 1995/96 года, когда «Брешиа» выступала в Серии B, Пирло в основном составе клуба не появился, выступая лишь в молодёжной команде. С ней Андреа смог одержать победу в турнире Виареджо. В сезоне 1996/97 года Андреа удалось закрепиться в первой команде, он часто выходил на поле и помог «Брешии» выиграть Серию B, благодаря чему команда смогла вернуться в Серию А. Свой первый гол в Серии А Пирло забил в сезоне 1997/98 года, 19 октября 1997 года ему удалось поразить ворота «Виченцы», а команда Андреа выиграла со счётом 4:0. В «Брешии» Пирло заработал репутацию одного из самых перспективных итальянских молодых футболистов. В 1998 году борьбу за переход игрока выиграл «Интернационале», за который Андреа болел с детства.
В течение первого сезона Пирло в новой команде её в разные промежутки времени возглавляли четыре разных тренера — Луиджи Симони, Лучано Кастеллини, Рой Ходжсон, а также Мирча Луческу, ранее работавший с Андреа в «Брешии». Тем не менее в составе «нерадзурри» ему не удалось стать важным игроком стартового состава. С нового сезона 1999/00 года на должность тренера был назначен Марчелло Липпи, который решил отправить Пирло в аренду, и его на правах годичного арендного соглашения забрала «Реджина». В составе этой команды Андреа смог показать себя с лучшей стороны, он стал игроком основного состава и провёл множество матчей в сезоне. По окончании арендного соглашения Андреа вернулся в «Интер», но снова не смог важной частью своей команды. За первую половину сезона 2000/01 года он сыграл лишь четыре матча в Серии А, а в зимнее трансферное окно вернулся в «Брешию», которая решила арендовать молодого итальянца. В тот период в «Брешию» также перешёл Роберто Баджо, игравший на той же позиции, что и Андреа — атакующего полузащитника или же оттянутого нападающего. Чтобы разместить на поле обоих игроков, тренер Карло Маццоне принял решение о перемещении Пирло в опорную зону, использовав его как оттянутого плеймейкера. Именно на этой позиции Андреа выступал на протяжении всей дальнейшей карьеры, так как в этой роли он смог продемонстрировать свои лучшие качества, в частности — умение отдавать точные дальние передачи. Несмотря на неудачные результаты «Брешии» в начале сезона, когда команда находилась в зоне вылета, в конечном итоге клуб после зимних трансферов смог занять место в середине таблицы итальянской лиги и выйти в Кубок Интертото.

### «Милан»
Летом 2001 года Пирло был продан принципиальному сопернику «нерадзурри» — «Милану», за 35 миллиардов итальянских лир. Сумма трансфера была частично профинансирована за счёт перехода Дражена Брнчича в противоположном направлении за нераскрытую сумму. В то же окно «Интер» обменял Кристиана Брокки (12,9 млн евро) на Гули (нераскрытая сумма; 8,537 млн евро прибыли) и Маттео Богани на Паоло Джинестру. Позднее итальянская пресса сообщила, что эти сделки были предприняты для получения «ложной прибыли» путём завышения стоимости игроков в трансферных комиссиях при обмене. Обмен с участием Джинестры и Богани принёс приблизительно 3,5 миллиона евро «прибыли» для обоих клубов, но на самом деле это выразилось в бесполезных регистрационных правах.

#### Успех на внутренней и европейской арене (2001—2004)
Именно в составе «россонери», в частности в период работы с тренером Карло Анчелотти, Пирло вышел на мировой уровень и приобрёл статус одного из лучших оттянутых плеймейкеров в мире, а также специалиста по исполнению стандартных положений. Позже игрок вспоминал о периоде, который он провёл в «Милане» вместе с Анчелотти: «Он изменил мою карьеру, поставив меня перед защитой. У меня с Карло великолепное прошлое с незабываемыми моментами». После новаторского решения Маццоне перевести Пирло на ведущую роль в «Брешию» в предыдущем сезоне, главные тренеры «Милана» Фатих Терим и, в особенности, Карло Анчелотти продолжили развивать эту роль для него в «россонери». В схемах Анчелотти 4-3-1-2 и 4-3-2-1 Пирло использовался в качестве оттянутого плеймейкера перед защитой, что позволяло ему играть вместе с другими талантливыми атакующими полузащитниками, такими как Ривалдо, Руй Кошта и, в конечном итоге, Кака, заменив пробел, оставленный легендой «Милана» Деметрио Альбертини в роли глубинного плеймейкера полузащиты. Он стал неотъемлемой частью полузащиты «россонери», сформировав грозное партнёрство с Дженнаро Гаттузо, а также с Кларенсом Зеедорфом и Массимо Амброзини, которые также поддерживали его игру в обороне. За время выступлений в клубе Пирло получил прозвище «Метроном» за то, как он задавал ритм команде.
Андреа Пирло дебютировал в составе «Милана» в официальной игре 20 сентября 2001 года, это произошло в матче Кубка УЕФА против БАТЭ, тогда он вышел на поле по ходу игры, заменив Массимо Донати, а сам матч завершился победой 2:0. В течение своего первого сезона в новом клубе Пирло помог «Милану» выйти в полуфинал Кубка УЕФА, где победу, однако, по сумме двух игр одержала дортмундская «Боруссия». 30 марта 2002 года Пирло забил свой первый гол в составе «Милана», тогда он со штрафного поразил ворота «Пармы» (3:1).
В сезоне 2002/03 Пирло лидировал в Серии А в четырёх категориях — по количеству точных передач (2589), владению мячом (123 часа и 39 минут), результативным мячам (661) и результативным передачам (2093); в среднем он делал почти 90 передач за игру в течение сезона. В этом сезоне, втором в его карьере, он также забил 9 голов в Серии А, и «Милан» закончил чемпионат на третьем месте, а также выиграл Кубок Италии у «Ромы», и Лигу чемпионов, победив соперников и чемпионов Серии А 2003 года «Ювентус» в финале со счётом 3:2 по пенальти после ничьей 0:0 после дополнительного времени. Следующий сезон тоже принёс команде некоторые трофеи, в начале сезона «Милану» удалось выиграть Суперкубок УЕФА, однако матч за Суперкубок Италии не завершился для «россонери» победой. В этой игре соперником команды Андреа выступил «Ювентус», поединок дошёл до серии пенальти, так как в дополнительном времени голом с пенальти смог отличиться сам Пирло, но позже счёт сравнял Давид Трезеге. В серии послематчевых пенальти Андреа вновь реализовал свой удар, однако в итоге победителем оказался «Ювентус». Неудачным для миланского клуба оказался и матч за Межконтинентальный кубок 2003, тогда «россонери» вновь по пенальти уступили победителю Кубка Либертадорес — «Боке Хуниорс». В этот раз Пирло снова исполнял один из пенальти в послематчевой серии, но он его не реализовал. По окончании того сезона Андреа Пирло в составе Милана впервые стал чемпионом Италии, после чего завоевал скудетто, победив «Лацио» в Суперкубке Италии 2004 года.

#### Постоянная борьба (2004—2006)
В сезоне 2004/05 года «Милан» занял второе место в Серии А, уступив чемпионский титул «Ювентусу». Выступление в Лиге чемпионов УЕФА сложилось для команды положительным образом: «россонери» смогли добраться до финала турнира, а сам Пирло занял второе место среди игроков своей команды по количеству голевых передач, на его счету было четыре таких паса. Большее количество голевых передач в Лиге чемпионов среди игроков «Милана» смог сделать только Кака — пять. В самом финале Лиги чемпионов соперником команды Пирло выступил английский «Ливерпуль». Андреа в самом начале той встречи отдал голевую передачу на Паоло Мальдини, открывшего счёт. В течение первого тайма «россонери» смогли забить ещё два мяча, однако впоследствии «Ливерпулю» удалось отыграться и довести матч до серии пенальти. Пирло был одним из исполнителей пенальти от своей команды, однако его удар не был реализован, вратарю «красных» Ежи Дудеку удалось отразить его. В своей автобиографии Андреа позже обозначил, что поражение в финале Лиги чемпионов в 2005 году стало одним из худших моментов в его карьере, после которого итальянца даже посещали мысли о раннем завершении карьеры.
В следующем сезоне «Милан» вновь расположился на втором месте в Серии А после «Ювентуса» (до будущего снятия очков из-за коррупционного скандала), а также вышел в полуфинал Лиги чемпионов, где потерпел поражение от будущего победителя турнира — «Барселоны». Также в 2006 году Пирло стал одним из трёх итальянцев, попавших в десятку лучших игроков мира по результатам голосования на награду «Золотой мяч». Он расположился на девятом месте, в то время как другой итальянец Джанлуиджи Буффон стал вторым, а Фабио Каннаваро и вовсе выиграл эту награду. После окончания того сезона, а также следовавшего за ним победного для сборной Италии чемпионата мира, Пирло получил предложение о переходе в испанский «Реал Мадрид», который тогда возглавлял его соотечественник Фабио Капелло. На тот момент у «Милана» были неясные перспективы в будущем из-за коррупционного скандала, одним из вариантов наказания для клуба определялся перевод в Серию B, что подтолкнуло Андреа к серьёзным размышлениям об уходе из команды, так как выступать во втором дивизионе Италии он не хотел. Итальянский полузащитник был готов переехать в клуб из Мадрида, стороны даже успели согласовать контракт, однако сделку заблокировал президент «россонери» Адриано Галлиани.

#### Очередной титул Лиги чемпионов (2006—2009)
В сезоне 2006/07 Пирло стал лидером «Милана» по количеству сыгранных минут (2 782 за 52 матча), выиграв с «россонери» свой второй титул чемпиона Лиги чемпионов, а также помог своей команде занять четвёртое место в Серии А и выйти в полуфинал Кубка Италии. Во втором матче полуфинала Лиги чемпионов против «Манчестер Юнайтед» Пирло организовал гол Зеедорфа, и «Милан» вышел в финал. В финале Лиги чемпионов Пирло отдал голевую передачу на Филиппо Индзаги, который впоследствии забил ещё один мяч, благодаря чему «Милан» одержал победу. В начале сезона 2007/08 года Пирло во второй раз выиграл и Суперкубок УЕФА. Соперником «россонери» тогда стала «Севилья». Андреа отдал голевую передачу в этой игре, чем внёс прямой вклад в итоговую победу со счётом 3:1. В итоге он был признан лучшим игроком встречи. В том сезоне Пирло также помог «Милану» выиграть Клубный чемпионат мира. В октябре 2007 года Пирло вновь был номинирован на «Золотой мяч», но обладателем этой награды в итоге стал его партнёр по «Милану» Кака. Несмотря на сильное начало, во второй половине сезона итальянский клуб пережил спад формы, закончив чемпионат на пятом месте и не сумев квалифицироваться в Лигу чемпионов; «Милан» также выбыл в 1/8 финала Лиги чемпионов и Кубке Италии в том сезоне. В следующем сезоне «Милан» занял второе место в Серии А, наряду с «Ювентусом» и уступив местным соперникам «Интеру», но при этом выбыл в 1/8 финала Кубка УЕФА и 1/8 финала Кубка Италии.

#### Второе скудетто и уход из команды (2009—2011)
После того как Кака, Паоло Мальдини, Андрей Шевченко и Анчелотти покинули «Милан» летом 2009 года, «Челси» проверил решимость итальянского клуба, предложив за Пирло 12 миллионов долларов и Клаудио Писарро. Клуб отклонил предложение, а Андреа, по слухам, собирался подать прошение о трансфере. 5 августа владелец клуба Сильвио Берлускони решил не продавать полузащитника, который сказал, что он очень рад и хочет закончить свою карьеру в «Милане». 21 октября 2009 года Пирло забил знаменательный гол с 30 метров в матче Лиги чемпионов против мадридского «Реала» (3:2); в итоге «Милан» выбыл в 1/8 финала. Под руководством нового главного тренера Леонардо «Милан» закончил сезон на 3-м месте в Серии А и в четвертьфинале Кубка Италии.
В следующем сезоне «Милан» доминировал в чемпионате. 25 сентября 2010 года «Милан» принимал у себя «Дженоа», и Пирло подал мяч через верхнюю линию защиты, чтобы нападающий Златан Ибрагимович смог забить единственный гол в игре. 2 октября Пирло забил гол с 35 метров в ворота «Пармы», чтобы оформить «Милану» первую победу на выезде в сезоне 2010/11. 14 мая 2011 года Пирло принял участие в своём последнем матче за «россонери», выйдя на замену вместо Амброзини в перерыве, когда клуб отпраздновал свой титул чемпиона Серии А, победив «Кальяри» со счётом 4:1. Четыре дня спустя игрок подтвердил, что покинет «Милан» в конце сезона 2010/11 после обоюдного решения не продлевать контракт. В своём последнем сезоне в «Милане» Пирло сыграл в чемпионате всего 17 раз под руководством главного тренера Массимилиано Аллегри, отметившись лишь одним голом и тремя результативными передачами. В том сезоне «Милан» выиграл свой второй титул чемпиона Серии А, а также вышел в 1/8 финала Лиги чемпионов и в полуфинал Кубка Италии.
Всего в составе «Милана» провёл 401 матч, забив 41 гол. В составе клуба он выиграл два титула чемпиона Серии А в 2004 и 2011 годах, а также два титула Лиги чемпионов в 2003 и 2007 годах, дойдя до финала в 2005 году; он также выиграл Кубок Италии в 2003 году, Суперкубок Италии в 2004 году и два Суперкубка УЕФА в 2003 и 2007 годах, а также сыграл ключевую роль в завоевании «Миланом» первого в истории клубного чемпионата мира в 2007 году. В этот период «Милан» также занял второе место в Серии А в сезонах 2004/05 и 2005/06, а также занял второе место по пенальти в Суперкубке Италии 2003 года и в Межконтинентальном кубке 2003 года.

### «Ювентус»

#### Дебютный сезон (2011—2012)
Когда Андреа сказал мне, что он присоединился к нам, первое, что я подумал: «Бог существует». Игрок его уровня и способностей, не говоря уже о том, что он свободен, я думаю, что это было подписание века!
После ухода из «Милана» Пирло бесплатно перешёл в «Ювентус», подписав с этим клубом контракт до 2014 года. Его дебют в составе «Ювентуса» состоялся в товарищеском матче против «Спортинга», который они проиграли со счётом 1:2. Уже в своём первом официальном матче в составе «бьянконери» против «Пармы» он отдал две голевые передачи — на Штефана Лихтштайнера и Клаудио Маркизио, благодаря чему «Ювентус» победил 4:1. Главный тренер команды Антонио Конте использовал схему с треугольником в центре полузащиты, где Пирло расположился на своей любимой позиции, впереди линии обороны, а Маркизио и Артуро Видаль — ближе к флангам. Первый гол Пирло за «Ювентус» был забит со штрафного удара в матче против «Катании» 18 февраля 2012 года, который принёс «старой синьоре» победу со счётом 3:1 и вернул клуб на вершину турнирной таблицы Серии А, опередив его бывший клуб «Милан». 18 марта Пирло забил в матче против «Фиорентины» (5:0) и после игры посвятил эту победу Фабрису Муамбе, у которого в тот же день произошла остановка сердца во время игры за «Болтон Уондерерс» в матче против «Тоттенхэм Хотспур».
Пирло завершил сезон, выиграв титул чемпиона Серии А 2011/12, после того как помог «Ювентусу» одержать победу над «Кальяри» со счётом 2:0. В том сезоне Пирло отдал наибольшее количество голевых передач в Серии А — 13. В сумме он создал более 100 голевых моментов для своих партнёров и выполнил 2643 передачи с коэффициентом их точности в 87 %. Пирло отдал на 500 передач больше, чем его ближайший преследователь среди игроков итальянского чемпионата. Лишь Хави выполнил в том сезоне больше передач, чем Андреа Пирло. Он стал одним из ключевых игроков «Ювентуса», сыграв важную роль в первом чемпионском титуле команды за девять лет, за что был включён в символическую сборную Серии А по итогам сезона. В том сезоне Пирло и «Ювентус» также заняли второе место в финале Кубка Италии, уступив «Наполи». Прекрасная форма Пирло в сезоне 2011/12, в котором он привёл «Ювентус» к чемпионскому титулу, Суперкубку Италии и финалу Кубка Италии, а также вывел Италию в финал Евро-2012, позволила ему быть номинированным на премию УЕФА «Лучший футболист Европы 2012», в которой он занял 4-е место. Он также был избран в символическую сборную Европы по версии ESM 2012 года и символическую сборную из лучших игроков года по версии УЕФА 2012 года.

#### Стабильный успех внутри страны (2012—2014)
11 августа 2012 года сыграл в Суперкубке Италии 2012 года в Пекине против «Наполи» и помог «Ювентусу» выиграть 4:2 в дополнительное время. В день открытия нового сезона Серии А он забил гол со штрафного удара в ворота «Пармы» (2:0). Гол вызвал много споров, так как игроки «Пармы» протестовали, что мяч не ушёл за линию, а повтор оказался неубедительным. 2 сентября в следующем матче чемпионата против «Удинезе» Пирло помог реализовать пенальти и ассистировал Себастьяну Джовинко забить второй гол в матче, и «Ювентус» разгромил хозяев со счётом 4:1. 29 сентября открыл счёт, исполнив фирменный штрафной удар, и «Ювентус» победил «Рому» со счётом 4:1. Пирло был номинирован на «Золотой мяч» 2012 года вместе с партнёром по «Ювентусу» и сборной Италии Джанлуиджи Буффоном после их выступлений в течение календарного года. Пирло отдал три голевые передачи за «старую синьору» на групповом этапе, что помогло им занять первое место в группе без поражений и выйти в плей-офф впервые с турнира 2008/09. Пирло также был избран лучшим футболистом года в Серии А 2012 года, а также лучшим полузащитником сезона, получив награду лучшего футболиста года в Италии по версии «Guerin Sportivo» 2012 года. За свои выступления он был включён в состав символической команды года Серии А 2012 года. Пирло также получил «Pallone Azzurro», вручаемый лучшему игроку года в составе сборной Италии, а также занял четвёртое место в номинации «Лучший плеймейкер года» по версии IFFHS, и седьмое место в номинации «Золотой мяч». В том сезоне Пирло и «Ювентус» сохранили титул чемпиона Серии А. Однако в четвертьфинале Лиги чемпионов «Ювентус» уступил «Баварии», а в полуфинале Кубка Италии — «Лацио»; обе эти команды стали победителями этих турниров.
18 августа 2013 года сыграл важную роль в победе «Ювентуса» со счётом 4:0 над «Лацио» в Суперкубке Италии 2013 года на «Олимпийском стадионе» в Риме. Пирло помог создать первый гол Поля Погба на двадцать третьей минуте игры. Андреа был единственным итальянским игроком, номинированным на «Золотой мяч» 2013 года, а также был номинирован на включение в «команду года» по версии FIFPro 2013 года. 1 декабря получил травму связок колена, из-за которой он не сможет выйти на поле более месяца. 12 января 2014 года подписал новый контракт с «Ювентусом», по которому он останется в клубе до 2016 года. 27 января был назван футболистом года в Серии А во второй раз подряд и снова был включен в команду года Серии А. В том сезоне «Ювентус» завоевал свой 30-й титул чемпиона, набрав 102 очка и одержав 33 победы; это был третий титул подряд с момента прихода Пирло. Туринский клуб также вышел в четвертьфинал Кубка Италии, уступив «Роме». В Лиге чемпионов «зебры» выбыли на групповом этапе, но сумели выйти в полуфинал Лиги Европы, уступив «Бенфике», причём Пирло забил победный гол со штрафного удара в матче 1/8 финала против «Фиорентины». За свои выступления в Лиге Европы 2013/14 Пирло был выбран в команду сезона.

#### Финал Лиги чемпионов и отъезд на другой континент (2014—2015)
11 июня 2014 года подписал новый контракт с «Ювентусом» до 2016 года. 5 октября 2014 года оформил свой 100-й гол за «Ювентус» в домашней победе над «Ромой» со счётом 3:2. 1 ноября забил первый гол «Ювентуса» со штрафного удара в победе над «Эмполи» (2:0) в день 117-летия клуба; это был его 26-й гол со штрафного удара в Серии А, что на два гола меньше от рекордсмена всех времён Синиши Михайловича. 4 ноября Пирло снова забил гол со штрафного удара с фирменного прямого удара в домашней победе над «Олимпиакосом» (3:2) в матче группового этапа Лиги чемпионов. Это было 100-е появление Пирло в Лиге чемпионов, и он отметил это событие своим первым голом в Лиге чемпионов в составе «Ювентуса». 15 декабря 2014 года был назван футболистом года в Серии А в третий раз в своей карьере и третий год подряд с момента его прихода в туринский клуб; он также был назван частью команды года Серии А 2014 года. 24 февраля 2015 года во время домашней победы «Ювентуса» над дортмундской «Боруссией» (2:1) в 1/8 финала Лиги чемпионов Пирло покинул поле в первой половине матча, повредив правую икроножную мышцу, и выбыл из строя на три недели. 11 апреля 2015 года после травмы был заявлен в состав против «Пармы». Он вернулся в стартовый состав 14 апреля 2015 года, помог Альваро Морате заработать пенальти, который затем реализовал Видаль в победе над «Монако» со счётом 1:0 на стадионе «Ювентус» в первом матче четвертьфинала Лиги чемпионов; во втором тайме его заменил Андреа Бардзальи. 26 апреля забил со штрафного удара в гостевом поражении от местных соперников «Торино» (1:2) в «Туринском дерби»; это был его 28-й гол в Серии А со штрафного удара, что позволило ему сравняться с Михайловичем как игроку с наибольшим количеством голов со штрафных ударов в истории Серии А. 20 мая принял участие в обоих голах «Ювентуса», когда туринский клуб победил «Лацио» со счётом 2:1 на «Олимпийском стадионе» в финале Кубка Италии 2015. 6 июня 2015 года сыграл всю финальную часть Лиги чемпионов 2015 года, когда «Ювентус» был побеждён «Барселоной» со счётом 1:3 на берлинском «Олимпиаштадионе»; это была последняя игра в его карьере в «Ювентусе». За свои выступления был включён в состав символической команды сезона 2014/15 Лиги чемпионов.
Всего за «Ювентус» он провёл 164 матча во всех турнирах, забил 19 голов (15 из которых были забиты со штрафных ударов), а также отдал 39 голевых передач; 31 из его голов был забит в Серии А в 119 матчах. За четыре сезона в Турине он выиграл четыре титула чемпиона Серии А, Кубок Италии и два Суперкубка Италии, а также вышел в финал четвёртой в своей карьере Лиги чемпионов в своём последнем сезоне в составе клуба. За 20 сезонов в Италии он провёл 493 матча в Серии А.

### «Нью-Йорк Сити»
6 июля 2015 года было объявлено о том, что Пирло перешёл в расширенный клуб MLS «Нью-Йорк Сити» в качестве третьего назначенного игрока. При этом он стал самым высокооплачиваемым итальянским игроком во всех лигах с зарплатой в 8 миллионов долларов, пока Грациано Пелле не обогнал его после перехода в китайский клуб «Шаньдун Лунэн» в следующем году.

#### Дебютный сезон и разочарование в плей-офф (сезон 2015)
Пирло дебютировал за клуб 26 июля 2015 года на стадионе «Янки» в Нью-Йорке против «Орландо Сити», выйдя на замену на 56-й минуте; он участвовал в третьем и четвёртом голах своей команды и был удалён с поля на 88-й минуте, когда «Нью-Йорк» выиграл матч со счётом 5:3. Свой первый гол за «Нью-Йорк» он забил 1 августа, в домашнем поражении от «Монреаль Импакт» со счётом 2:3. 12 августа было объявлено, что итальянский полузащитник занял седьмое место в конкурсе УЕФА «Лучший футболист Европы 2015 года». 13 августа он ассистировал гол Давида Вильи в домашней победе над «Ди Си Юнайтед» со счётом 3:1. В октябре 2015 года был включён в список 59 претендентов на «Золотой мяч» 2015 года. Он закончил сезон MLS 2015 года с 5 передачами в 13 матчах и занял третье место в MLS по количеству минут за передачу, хотя ему не удалось забить гол. Несмотря на присутствие Пирло и двух других победителей Лиги чемпионов, Давида Вильи и Фрэнка Лэмпарда, «Нью-Йорк Сити» не смог квалифицироваться в плей-офф Кубка MLS 2015 года по итогам своего дебютного сезона, что вызвало критику со стороны прессы; Пирло, в частности, вызвал критику со стороны СМИ за низкую скорость игры в обороне. В ноябре итальянец стал первым игроком MLS в истории, номинированным на «команду года» по версии FIFPro.

#### Участие в Матче всех звёзд MLS (сезон 2016)
30 апреля оформил свою первую передачу в сезоне MLS 2016 года, когда он ассистировал гол Давида Вильи с углового в домашней победе над «Ванкувер Уайткэпс» (3:2). 18 июня забил свой первый гол в MLS со штрафного удара на 50-й минуте домашней победы над «Филадельфией» (3:2). В июле 2016 года был включён в состав команды на игру всех звёзд MLS 2016 года. Пирло завершил свой второй сезон в клубе MLS с одним голом и одиннадцатью результативными передачами в 32 матчах, когда «Нью-Йорк Сити» занял второе место в Восточной конференции и впервые в истории квалифицировался в плей-офф Кубка MLS, завоевав место в полуфинале Восточной конференции. Однако он был исключён из первого матча, получив в последнюю минуту травму икры, и «Нью-Йорк» проиграл матч в гостях «Торонто» (0:2). Он появился во втором матче 6 ноября, когда «Нью-Йорк» выбыл из плей-офф со счётом 7:0 по сумме двух матчей после домашнего поражения 0:5 от «Торонто».

#### Завершение карьеры (сезон 2017)
После борьбы с постоянными физическими проблемами на протяжении большей части сезона MLS 2017 года, 8 октября 2017 года Пирло объявил, что завершит карьеру в конце сезона; в общей сложности он отметился лишь 15 выходами на поле и двумя результативными передачами в течение регулярного сезона MLS 2017 года. Свой последний выход на поле он совершил 5 ноября, выйдя на замену на 90-й минуте в домашней победе над «Коламбус Крю» (2:0) во втором матче полуфинала Восточной конференции Кубка MLS 2017 года; «Нью-Йорк» был выбит из плей-офф после суммарного поражения 3:4. В общей сложности итальянец провёл 62 матча за «Нью-Йорк» — 60 из них в регулярном сезоне MLS, а два других — в плей-офф Кубка MLS — за три сезона в клубе, забив один гол и отдав 18 результативных передач, все из которых пришлись на регулярный сезон MLS. На следующий день Пирло официально сообщил о своём уходе из профессионального футбола в Твиттере. 21 мая 2018 года на стадионе «Сан-Сиро» в Милане провёл свой прощальный матч. Команды «Белых звёзд» и «Синих звёзд», в составе которых выступали бывшие партнёры Пирло по клубам и национальной сборной, сыграли вничью со сверхрезультативным счётом 7:7.

## Карьера в сборной

### Олимпийские игры, дебют в главной сборной и Евро-2004
В 2000 году стал капитаном молодёжной сборной Италии на чемпионате Европы среди юношей до 21 года, надев футболку с номером 10 и получив награды лучшего игрока и лучшего бомбардира турнира с тремя голами; он забил оба гола — один с пенальти, а другой со штрафного — в победе сборной Италии над Чехией в финале со счётом 2:1. Он также привёл сборную Италии до 21 года к полуфиналу в турнире 2002 года. Пирло играл за сборную Италии на летних Олимпийских играх 2000 года в Сиднее, забив гол в победе сборной Италии над командой Австралии со счётом 1:0; он также помог сборной Италии завоевать бронзовую медаль на летних Олимпийских играх 2004 года в Афинах. С 46 матчами и 16 голами является рекордсменом по количеству матчей за сборную Италии до 21 года и вторым по количеству забитых мячей после Альберто Джилардино.
Дебютировал за сборную Италии 7 сентября 2002 года под руководством Джованни Трапаттони в возрасте 23 лет в гостевой победе над сборной Азербайджана со счётом 2:0 в отборочном матче Евро-2004; он также 20 ноября того же года сыграл в товарищеском матче в Пескаре против сборной Турции, который закончился вничью 1:1. Пирло забил свой первый гол за сборную Италии со штрафного удара в товарищеском матче против сборной Туниса, выигранном на выезде со счётом 4:0. Его первым крупным турниром с основной сборной Италии был Евро-2004 под руководством Трапаттони, где он дважды выходил на поле в последних двух групповых матчах: первый раз в ничьей со Швецией (1:1), а второй — в победе над Болгарией (2:1). Сборная Италии выбыла в первом раунде, по прямым встречам, после того, как набрала три очка со Швецией и Данией.

### Чемпионат мира 2006
При сменщике Трапаттони, Марчелло Липпи, Пирло стал ключевым игроком стартового состава сборной Италии во время отборочной кампании к чемпионату мира 2006 года, и в итоге был вызван в состав сборной Италии на чемпионат мира 2006 года. 26 марта 2005 года он обеспечил участие сборной Италии в турнире, забив гол с двух штрафных ударов в победе над Шотландией (2:0) в отборочном матче чемпионата мира.
Пирло – молчаливый лидер. За него говорят ноги.Марчелло Липпи
Пирло был включён в состав сборной Италии из 23 человек на чемпионат мира 2006 года и принял участие во всех матчах сборной Италии на турнире, сыграв в общей сложности 668 минут. 12 июня в первом матче сборной на турнире Пирло забил первый гол в ворота сборной Ганы, а затем помог организовать гол Винченцо Яквинте, который привёл к победе 2:0, и полузащитник был назван лучшим игроком матча. 17 июня во втором матче он организовал пикирующий удар головой Джилардино со штрафного, который оказался решающим в ничьей с сборной США (1:1).
4 июля в полуфинале против сборной Германии он ассистировал Фабио Гроссо, забив первый гол на последних минутах дополнительного времени, и снова был назван лучшим игроком матча, так как Италия выиграла у хозяев со счётом 2:0. 9 июля в финале против сборной Франции его угловой удар привёл к тому, что Марко Матерацци сравнял счёт через десять минут после того, как Франция открыла счёт с пенальти Зинедина Зидана. После ничейного счёта 1:1 после дополнительного времени матч перешёл в серию пенальти, в которой он забил первый точный удар, что помогло сборной Италии выиграть титул. Пирло сформировал мощное партнёрство в полузащите с партнёром по «Милану» Гаттузо, и он выполнил 475 передач из 580 попыток на протяжении всего турнира, а также выиграл 18 противостояний. После финала он в третий раз был признан лучшим игроком матча, получив больше наград «Игрок матча», чем любой другой игрок турнира. Пирло был признан третьим лучшим игроком турнира, получив Бронзовый мяч. За свои выступления он был включён в символическую сборную 2006 года по версии FIFPro и в команду турнира чемпионата мира 2006 года, заняв девятое место в номинациях «Золотой мяч» 2006 года и «Лучший игрок года» 2006 года.

### После чемпионата мира
Пирло принял участие во всех трёх групповых матчах сборной Италии на Евро-2008. 13 июня был назван «Игроком матча» во втором групповом матче сборной Италии, ничьей с Румынией (1:1). 17 июня 2008 года забил пенальти, когда Италия победила сборную Франции (2:0) в заключительном матче группы, выбив своих соперников и обладателей Кубка мира с первого раунда Чемпионата Европы. В четвертьфинале Италия проиграла по пенальти сборной Испании, которая в итоге стала победителем, поскольку Пирло и партнёр по команде «Милана» Гаттузо были дисквалифицированы от участия в матче.
15 июня 2009 года ассистировал Джузеппе Росси на второй гол в матче открытия Кубка конфедераций против сборной США (3:1). Впоследствии Италия проиграла два следующих групповых матча против сборной Египта и Бразилии и выбыла из турнира в первом раунде.
Пирло не смог сыграть в первых двух матчах чемпионата мира 2010 года за сборную Италии из-за недавней травмы. 24 июня вышел на поле в конце матча против сборной Словакии. Даже благодаря его помощи в организации обновлённой итальянской атаки, Пирло не смог предотвратить вылет сборной Италии из первого раунда.

### Чемпионат Европы 2012
Тренер Пранделли назначил Пирло вице-капитаном итальянской команды, за капитаном Джанлуиджи Буффоном. Пирло принял участие в девяти матчах, когда Италия без поражений квалифицировалась на Чемпионат Европы в Польше и Украине, отдав несколько передач и забив один гол в победе сборной Италии со счётом 5:0 над Фарерскими островами 7 сентября 2010 года.
Благодаря его отличным выступлениям в составе «Ювентуса», выигравшего титул чемпиона Серии А, тренер сборной Италии Чезаре Пранделли включил плеймейкера в предварительный состав из 32 человек на Евро-2012, а затем в окончательный состав из 23 человек на турнир. 10 июня 2012 года обеспечил разрезающий пас, с которого Антонио Ди Натале забил первый гол в ничьей с чемпионами мира и Европы Испанией (1:1) в первом туре группового турнира. Затем 14 июня Пирло сам открыл счёт со штрафного удара во втором групповом матче Италии против сборной Хорватии, который также завершился вничью 1:1; Пирло был назван лучшим игроком матча. В заключительном групповом матче против сборной Ирландии Пирло организовал гол Антонио Кассано с углового удара, который помог Италии повести 1:0. В итоге Италия выиграла 2:0 и вышла в плей-офф турнира, заняв второе место в группе С.
24 июня стал лучшим игроком матча в четвертьфинале против сборной Англии, когда Италия выиграла 4:2 по пенальти после 0:0 в дополнительное время. Пирло забил в серии дерзким ударом по центру ворот, известным также как «паненка». После матча Пирло рассказал о своём красноречивом пенальти, заявив: «Я видел до удара, что вратарь делает странные движения. Я просто дождался, когда он опять дернется, и пробил. Этот удар деморализовал англичан, после меня Янг попал в перекладину». Пирло выполнил больше передач, чем вся полузащита Англии, так как он сделал 131 передачу, больше всех игроков во время матча и второй по количеству передач в одном матче в истории Чемпионата Европы, после Хави, с коэффициентом выполнения передач 87 %, так как Италия закончила матч с 63 % владения мячом. Он также пробежал 11,58 км за матч, преодолев большее расстояние, чем любой игрок сборной Англии. В полуфинале, 28 июня, Пирло снова стал лучшим игроком матча против сборной Германии, начав игру, которая привела к первому голу Балотелли в матче. Италия выиграла 2:1 и вышла в финал турнира. После успеха сборной Италии в полуфинале, Италия потерпела поражение 0:4 от Испании в финале.
Пирло получил три награды «Игрок матча» на Евро-2012, что является самым большим количеством наград, полученных одним игроком, вместе с Андресом Иньестой из сборной Испании, ставшей чемпионом турнира. Пирло был номинирован на награду «Игрок турнира», которая в итоге досталась Иньесте, а также был выбран в команду турнира.

### Кубок конфедераций и ЧМ-2014
Пирло был вызван в состав сборной Италии для игры в Бразилии на Кубке конфедераций 2013 года. 16 июня выиграл свой 100-й матч в составе сборной в первом матче Италии против сборной Мексики, открыв счёт фирменным штрафным ударом, когда итальянцы выиграли 2:1, а Пирло был признан лучшим игроком матча. Он стал лишь пятым итальянским игроком, сыгравшим 100 матчей в составе сборной Италии после Дино Дзоффа, Паоло Мальдини, Джанлуиджи Буффона и Фабио Каннаваро. 19 июня во втором матче группового этапа против сборной Японии Пирло ассистировал Де Росси, забив гол с углового, и матч закончился со счётом 4:3 в пользу Италии. Эта победа позволила сборной Италии впервые выйти в полуфинал турнира. Пирло не играл в третьем матче группового этапа против хозяев турнира, сборной Бразилии, так как он получил небольшую травму в конце второго матча, хотя он будет готов сыграть в полуфинале. 22 июня в заключительном матче группового этапа Италия потерпела поражение со счётом 2:4, что означало, что они заняли второе место в группе А и будут играть с победителями группы В, фаворитами турнира, Испанией, в матче-реванше финала чемпионата Европы прошлого года. 27 июня Италия сыграла с Испанией вничью 0:0, и в итоге матч перешёл к пенальти. Пирло забил свой пенальти, но промах Бонуччи позволил Испании выйти в финал, так как Италия проиграла в серии 7:6. 30 июня Пирло был травмирован во время финала за третье место, хотя Италия смогла победить сборную Уругвая (3:2) по пенальти после ничьей 2:2. Пирло был включён в команду турнира, и номинирован на премию «Золотой мяч», хотя ему не удалось войти в тройку лучших игроков турнира, так как награды достались Неймару, Иньесте и Паулиньо соответственно.
Отдать мяч Пирло – все равно что запереть его в сейф.Збигнев Бонек
Пирло забил один гол во время отборочной кампании к чемпионату мира 2014 года, в ходе которой Италия заняла первое место в своей группе, не разу не проиграв. 12 октября 2012 года реализовал пенальти, когда Италия обыграла сборную Армении со счётом 3:1, и ассистировал нескольким голам во время отборочной кампании к чемпионату мира. 5 июня 2014 года был вызван главным тренером сборной Италии Пранделли в состав из 23 человек на чемпионат мира 2014 года в Бразилии. 12 июня Пирло объявил, что уйдет из национальной команды после турнира.
На чемпионате мира 2014 года Италия попала в группу D, вместе с Коста-Рикой, Англией и Уругваем, в так называемую «группу смерти». 14 июня, в стартовом матче Италии против сборной Англии, Пирло надел капитанскую повязку из-за травмы Буффона, полученной на последней минуте. Матч закончился со счётом 2:1 в пользу Италии. Пирло внёс большой вклад в победу итальянцев, контролируя ход игры и создавая несколько голевых моментов, так как Италия доминировала во владении мячом. Во время матча плеймейкер сделал в общей сложности 108 передач, ошибившись лишь в пяти, при этом процент выполнения передач составил 95,4 %, выполнив наибольшее количество передач среди всех других игроков в предыдущих матчах открытия ЧМ-2014. С процентом выполнения передач 93,2 Италия также смогла зафиксировать самый высокий процент точности передач среди всех команд в матчах чемпионата мира со времён Дании на чемпионате мира 1966 года, выполнив 561 из 602 передач. Пирло также внёс свой вклад в первый гол сборной Италии в матче: Антонио Кандрева подал угловой на Марко Верратти, который затем отдал пас в широкую зону на Пирло, который увлёк за собой своего соперника. Пирло пропустил мяч между ног Маркизио, оставив ему пространство для удара низом из-за пределов штрафной площади. Пирло также сумел попасть в перекладину со штрафного удара в компенсированное время. Однако Италия потерпела поражения со счётом 0:1 в обоих оставшихся матчах против Коста-Рики и Уругвая и была исключена из группового этапа второго подряд чемпионата мира, заняв неутешительное третье место в своей группе, уступив Коста-Рике и Уругваю. Выступление Пирло против сборной Уругвая стало его 112-й игрой за сборную Италии, что позволило ему сравняться с Дино Дзоффом по количеству выступлений за сборную Италии и сделало его четвёртым игроком с наибольшим количеством игр за сборную Италии. Итальянская команда и тренер Чезаре Пранделли подверглись критике за то, что они слишком полагались на Пирло в создании голевых моментов. Хотя Андреа смог создать несколько возможностей для взятия ворот и проверил вратарей соперника несколькими опасными штрафными ударами в двух последних групповых матчах, его выступления были подавлены оборонительным давлением соперника, и он был гораздо менее доминирующим, чем в стартовом матче против сборной Англии. Хотя ранее он сообщал о своём намерении уйти после чемпионата мира, по возвращении в Италию он заявил, что по-прежнему готов играть за сборную.

### Чемпионат Европы 2016
Несмотря на то, что ранее Пирло объявил о своём уходе из спорта после чемпионата мира 2014 года, он отказался от своего решения, и при новом главном тренере сборной Италии и бывшем тренере Пирло по «Ювентусу» Конте полузащитник вернулся в состав сборной Италии. 10 октября вышел в стартовом составе сборной Италии во втором матче отборочного турнира Евро-2016, который закончился домашней победой над сборной Азербайджана со счётом 2:1, обогнав Дзоффа в своём 113-м матче за сборную Италии. Пирло ассистировал Кьеллини при первом голе в матче с углового удара. В августе 2015 года Пирло был вызван на отборочные матчи Евро-2016 против Мальты и Болгарии в сентябре; он появился 3 сентября в домашней победе Италии над Мальтой со счётом 1:0, став первым игроком MLS, представлявшим Италию; это было его последнее появление на международной арене. Всего Пирло провёл четыре матча под руководством Конте, а 10 октября сборная Италии квалифицировалась на Евро-2016, победив Азербайджан со счётом 3:1. 23 мая 2016 года Пирло, наряду с соотечественником из MLS Джовинко, был исключён Конте из списка 30 игроков для участия в Евро-2016. По поводу их исключения Конте прокомментировал на пресс-конференции: «Когда вы делаете определённый выбор и едете играть в определённые лиги, вы делаете это, принимая во внимание, что они могут поплатиться за последствия с футбольной точки зрения». В ответ на комментарии Конте Пирло заявил Sky Italia: «Я разговаривал с Конте и не испытываю разочарования. Он знает, что ему следует делать, а что — не следует. Он тренер, он принимает решения. Надеюсь, Италия выиграет Евро, хотя фаворитами являются другие команды — Германия, Испания и Франция».
В общей сложности Пирло сыграл 116 матчей за сборную Италии, забив 13 голов, и стал пятым игроком в истории своей страны.

## Характеристика игрока

### Позиция на поле и роль в команде
Тактически Пирло был способен играть на нескольких позициях в полузащите, но в своих клубах и национальных командах обычно использовался в качестве центрального полузащитника, в роли глубинного плеймейкера, благодаря своему видению и точности паса. Высокотехничный и креативный игрок, Пирло считается игроками, тренерами и экспертами одним из величайших игроков на своей позиции; на протяжении всей своей карьеры он считался одним из величайших полузащитников мира и своего поколения, а также одним из величайших итальянских игроков всех времён, а некоторые эксперты, тренеры и игроки считают его одним из величайших полузащитников всех времён. Пирло начал свою карьеру в более продвинутой роли атакующего полузащитника, а также иногда играл в качестве опорного нападающего. Хотя он считался талантливым молодым перспективным игроком, даже вызывая сравнения с бывшим итальянским футболистом Джанни Риверой, Пирло иногда испытывал трудности в этой роли из-за недостатка скорости и конкуренции со стороны других талантливых и более динамичных игроков на его позиции.
Пирло за доли секунды видит возможность для такого паса, в ожидании которого менее сильные игроки могли бы провести всю жизнь.Карло Анчелотти
Из-за этого впоследствии тренеры Маццоне, Терим и Анчелотти перевели его на позицию плеймейкера глубокого плана, где он смог преуспеть благодаря своим уникальным способностям. Эта позиция наилучшим образом использовала качества Пирло и позволяла ему действовать творчески из более глубокой позиции, в основной линии полузащиты или даже за ней, в кажущейся оборонительной роли полузащитника, где он получал больше времени на мяч, чтобы создавать голевые возможности с помощью своих фирменных длинных мячей. Эта позиция иногда описывалась в СМИ как «роль Пирло», из-за ассоциации Пирло с этой ролью и его успеха в её исполнении и популяризации. Во время своего последнего сезона в «Милане» Пирло также использовался на фланге под руководством Аллегри, благодаря своей способности выполнять точные передачи.

### Игровые навыки
Хотя Пирло не был одарён скоростью, выносливостью, физической силой или выдающимися оборонительными навыками, скоростью работы или способностями к захвату, он был известен своим хладнокровием во владении мячом и вызывал похвалу за его приём, технику, баланс, элегантность, близкий контроль и способность к дриблингу, а также за его чутьё и креативность в обыгрывании игроков финтами или трюками в ситуациях один на один, чтобы сохранить мяч и создать пространство для себя, чтобы играть и получать передачи. Несмотря на то, что он не был самым быстрым игроком, он обладал хорошей ловкостью и быстрыми ногами. Его реакция и способность предвидеть игру также позволяли ему преодолевать пространство в полузащите и перехватывать передачи, несмотря на отсутствие скорости, способности к борьбе и выносливости. Как плеймейкер, он высоко ценится экспертами за его выдающееся видение, осведомленность и футбольный интеллект, а также за его движение, позиционное чутьё, изобретательную игру, предвидение, способность читать игру и широкий диапазон распределения, что позволяло ему разыгрывать мяч с первого раза и редко отказываться от владения, даже когда на него оказывалось давление; Помимо того, что он умел играть точные, короткие передачи партнёрам по команде, он также был известен тем, что часто пытался делать рискованные и более сложные передачи и, в частности, прославился своими чрезвычайно точными дальними передачами, как на земле, так и в воздухе, любой ногой, несмотря на то, что от природы был правшой. Он считается одним из лучших пасующих в истории спорта, а также известен своими точными ударами издалека. Эти характеристики позволили ему внести свой вклад в атакующую игру своей команды, забивая голы и отдавая передачи.
Пирло был специалистом по штрафным ударам и пенальти. На протяжении всей своей карьеры он считался одним из лучших штрафников в мире и вызывал похвалы экспертов за свою универсальность и способность как забивать, так и создавать моменты в ситуациях «мертвого мяча». Он был чрезвычайно эффективен при выполнении точных ударов в цель с близкого расстояния, техника, которую он усовершенствовал, изучая Баджо на тренировках во время их совместной работы в «Брешии»; в юности Зико, Мишель Платини и Диего Марадона также были одними из его главных вдохновителей при выполнении штрафных ударов. Пирло также был способен забивать штрафные удары с дальних дистанций с размахом и силой, благодаря своей уникальной технике, которая была вдохновлена штрафными ударами Жуниньо «наклбол»; эта техника позже была названа «проклятая» (итал. Maledetta) в итальянских СМИ. Пирло забил наибольшее количество штрафных ударов в Серии А, наряду с Синишей Михайловичем.

### Прозвища
Игроки сборной Италии прозвали Пирло «Архитектор» (итал. L'architetto) за то, как он строил игры и создавал возможности для взятия ворот с помощью длинных, прострельных передач. В последующие сезоны болельщики «Ювентуса» также называли его «Профессор» (итал. Il professore), «Маэстро», и «Моцарт», как ссылку на выдающиеся способности австрийского композитора. Пирло также часто сравнивали с бывшим плеймейкером «Милана» и сборной Италии Деметрио Альбертини в начале его миланской карьеры, из-за их схожих характеристик и стиля игры. Пирло часто считали наследником Альбертини в миланском клубе и национальной сборной; он унаследовал своё прозвище «Метроном» во время игры в «Милане» за то, как он влиял на ход игры, контролируя темп игры своей команды с помощью прямого, точного и эффективного паса в полузащиту, а также благодаря своей способности предоставлять себя партнёрам по команде для получения и последующей передачи мяча.

## Тренерская карьера
В августе 2019 года Пирло поступил на курсы для получения тренерской лицензии УЕФА Pro в Коверчано. 30 июля 2020 года Пирло был назначен главным тренером молодёжной команды «Ювентуса» выступающей в Серии С. На посту наставника команды он сменил Фабио Пеккью. Девять дней спустя, после увольнения Маурицио Сарри, Пирло был назначен главным тренером первой команды, подписав контракт на два года. 16 сентября 2020 года получил тренерскую лицензию УЕФА Pro. Пирло получил 107 баллов из 110 после устной проверки своей 30-страничной дипломной работы под названием «Футбол, который я хотел бы видеть» (итал. Il calcio che vorrei). Пирло назвал команды, которые «вдохновили его на идею футбола»: «Барселона» Йохана Кройфа, а затем Пепа Гвардиолы, «Аякс» Луи ван Гала, «Милан» Карло Анчелотти и «Ювентус» Антонио Конте".
20 сентября 2020 года в своём первом матче в качестве главного тренера «Ювентус» выиграл дома у «Сампдории» со счётом 3:0. 20 октября он дебютировал в Лиге чемпионов в качестве тренера, приведя туринский клуб к победе над киевским «Динамо» со счётом 2:0; в результате он стал лишь третьим тренером «Ювентуса» после Липпи и Капелло, который выиграл свой первый выездной матч в этом турнире.
20 января 2021 года выиграл свой первый трофей в качестве тренера «Ювентуса», победив «Наполи» со счётом 2:0 в Суперкубке Италии 2020 года. 9 марта 2021 года «Ювентус» выбыл из Лиги чемпионов УЕФА 2020/21 «Порту» в 1/8 финала по правилу выездных голов, сыграв вничью 4:4 по сумме двух матчей. 2 мая 2021 года серия «старой синьоры» из девяти титулов подряд была математически завершена «Интернационале», который был признан чемпионом. 19 мая Пирло выиграл с «Ювентусом» Кубок Италии, победив в финале «Аталанту» со счётом 2:1. 23 мая, в последний день чемпионата, Пирло удалось обеспечить «Ювентусу» четвёртое место после выездной победы над «Болоньей» со счётом 4:1, на одно очко опередив «Наполи», который сыграл вничью с «Вероной» (1:1), что дало туринскому клубу право на участие в Лиге чемпионов следующего сезона. Пять дней спустя, 28 мая, «Ювентус» объявил об уходе Пирло с руководящей должности в клубе.
12 июня 2022 года был назначен главным тренером турецкого клуба «Фатих Карагюмрюк».
27 июня 2023 года был назначен главным тренером «Сампдории» (Серия B), подписав контракт до 30 июня 2025 года
. В первом сезоне (2023/24) в Серии B занял с командой 7-е место, не сумев квалифицироваться в Серию А. В трех турах сезона 2024/25 клуб один раз сыграл вничью и дважды потерпел поражение. Был уволен из клуба 29 августа 2024 года, занимавшего 19-е место в турнирной таблице Серии B.
25 июля 2025 года был назначен главным тренером эмиратского клуба «Дубай Юнайтед».

## Достижения

### Командные
«Брешиа»
- Победитель Серии B: 1996/97

«Милан»
- Чемпион Италии (2): 2003/04, 2010/11
- Обладатель Кубка Италии: 2002/03
- Обладатель Суперкубка Италии: 2004
- Победитель Лиги чемпионов УЕФА (2): 2002/03, 2006/07
- Обладатель Суперкубка УЕФА (2): 2003, 2007
- Победитель Клубного чемпионата мира: 2007

«Ювентус»
- Чемпион Италии (4): 2011/12, 2012/13, 2013/14, 2014/15
- Обладатель Кубка Италии: 2014/15
- Обладатель Суперкубка Италии (2): 2012, 2013
- Финалист Лиги чемпионов УЕФА: 2014/15

Сборная Италии
- Чемпион Европы среди юношей до 21 года: 2000
- Бронзовый призёр Летних Олимпийских игр: 2004
- Чемпион мира: 2006
- Вице-чемпион Европы: 2012
- Бронзовый призёр Кубка конфедераций: 2013

### Тренерские
«Ювентус»
- Обладатель Кубка Италии: 2020/21
- Обладатель Суперкубка Италии: 2020

### Личные
- Лучший игрок чемпионата Европы среди молодёжных команд: 2000
- Обладатель «Бронзового мяча» ФИФА (третьего футболиста Чемпионата мира 2006);
- Занял второе (вслед за Кака) в 2007 и третье (вслед за Зиданом и Роналдиньо) в 2006 места в рейтинге плеймейкеров по версии IFFHS[271].
- Входит в состав символической сборной чемпионата мира 2006
- Входит в состав сборной ФИФПРО: 2006
- Футболист года в Италии (3): 2012, 2013, 2014
- Лучший итальянский футболист года (2): 2011/12, 2012/13
- Лучший игрок года в «Ювентусе»: 2011/12
- Входит в состав символической сборной Европы по версии ESM: 2011/12
- Входит в состав символической сборной года Серии А (4): 2011/12, 2012/13, 2013/14, 2014/15
- Входит в состав команды года по версии УЕФА: 2012
- Входит в состав символической сборной чемпионата Европы 2012
- Входит в состав символической сборной Кубка конфедераций 2013
- Футболист года в Италии по версии Guerin Sportivo: 2012
- Лауреат премии Гаэтано Ширеа: 2013
- Входит в состав символической сборной года Лиги Европы УЕФА: 2013/14
- Входит в состав символической сборной Лиги чемпионов: 2014/15
- Введён в зал славы футбольного клуба «Милан»
- Рекорд Серии «A» по числу голов, забитых со штрафных — 28
- Премия Globe Soccer Awards за выдающуюся карьеру: 2015
- Golden Foot: 2018 (в номинации «Легенды футбола»)
- Международная премия Джачинто Факкетти: 2018
- Введён в Зал славы итальянского футбола

### Государственные
- Кавалер ордена «За заслуги перед Итальянской Республикой» (2004)
- Офицер ордена «За заслуги перед Итальянской Республикой» (2006)
- Золотая цепь за спортивные заслуги (2006)

## Статистика

### Игровая
| Сезон                    | Клуб                     | Лига | Лига | Кубок | Кубок | Еврокубки | Еврокубки | Еврокубки | Еврокубки | Другие | Другие | Всего | Всего |
| Сезон                    | Клуб                     | Лига | Лига | Кубок | Кубок | ЛЧ        | ЛЧ        | КУ        | КУ        | Другие | Другие | Всего | Всего |
| Сезон                    | Клуб                     | Игры | Голы | Игры  | Голы  | Игры      | Голы      | Игры      | Голы      | Игры   | Голы   | Игры  | Голы  |
| ------------------------ | ------------------------ | ---- | ---- | ----- | ----- | --------- | --------- | --------- | --------- | ------ | ------ | ----- | ----- |
| 1994/95                  | Брешиа                   | 1    | 0    | —     | —     | —         | —         | —         | —         | —      | —      | 1     | 0     |
| 1995/96 (Б)              | Брешиа                   | —    | —    | —     | —     | —         | —         | —         | —         | —      | —      | —     | —     |
| 1996/97 (Б)              | Брешиа                   | 17   | 2    | 1     | 0     | —         | —         | —         | —         | —      | —      | 18    | 2     |
| 1997/98                  | Брешиа                   | 29   | 4    | 1     | 0     | —         | —         | —         | —         | —      | —      | 30    | 4     |
| 1998/99                  | Интер                    | 18   | 0    | 7     | 0     | 7         | 0         | —         | —         | —      | —      | 32    | 0     |
| 1999/00                  | Интер                    | —    | —    | —     | —     | —         | —         | —         | —         | —      | —      | —     | —     |
| 1999/00                  | Реджина                  | 28   | 6    | 2     | 0     | —         | —         | —         | —         | —      | —      | 30    | 6     |
| Всего за «Реджину»       | Всего за «Реджину»       | 28   | 6    | 2     | 0     | —         | —         | —         | —         | —      | —      | 30    | 6     |
| 2000/01                  | Интер                    | 4    | 0    | 1     | 0     | 2         | 0         | 1         | 0         | —      | —      | 8     | 0     |
| 2000/01                  | Брешиа                   | 10   | 0    | —     | —     | —         | —         | —         | —         | —      | —      | 10    | 0     |
| Всего за «Интер»         | Всего за «Интер»         | 22   | 0    | 6     | 0     | 9         | 0         | 1         | 0         | —      | —      | 38    | 0     |
| Всего за «Брешию»        | Всего за «Брешию»        | 57   | 6    | 2     | 0     | —         | —         | —         | —         | —      | —      | 59    | 6     |
| 2001/02                  | Милан                    | 18   | 2    | 2     | 0     | —         | —         | 9         | 0         | —      | —      | 29    | 2     |
| 2002/03                  | Милан                    | 27   | 9    | 2     | 0     | 13        | 0         | —         | —         | —      | —      | 42    | 9     |
| 2003/04                  | Милан                    | 32   | 6    | —     | —     | 9         | 1         | —         | —         | 3      | 1      | 44    | 8     |
| 2004/05                  | Милан                    | 30   | 4    | 1     | 0     | 12        | 1         | —         | —         | —      | —      | 43    | 5     |
| 2005/06                  | Милан                    | 33   | 4    | 4     | 0     | 12        | 1         | —         | —         | —      | —      | 49    | 5     |
| 2006/07                  | Милан                    | 34   | 2    | 4     | 0     | 14        | 1         | —         | —         | —      | —      | 52    | 3     |
| 2007/08                  | Милан                    | 33   | 3    | 1     | 0     | 8         | 2         | —         | —         | 3      | 0      | 45    | 5     |
| 2008/09                  | Милан                    | 26   | 1    | —     | —     | —         | —         | 3         | 1         | —      | —      | 29    | 2     |
| 2009/10                  | Милан                    | 34   | 0    | 1     | 0     | 8         | 1         | —         | —         | —      | —      | 43    | 1     |
| 2010/11                  | Милан                    | 17   | 1    | 3     | 0     | 5         | 0         | —         | —         | —      | —      | 25    | 1     |
| Всего за «Милан»         | Всего за «Милан»         | 284  | 32   | 18    | 0     | 81        | 7         | 12        | 1         | 6      | 1      | 401   | 41    |
| 2011/12                  | Ювентус                  | 37   | 3    | 4     | 0     | —         | —         | —         | —         | —      | —      | 41    | 3     |
| 2012/13                  | Ювентус                  | 32   | 5    | 2     | 0     | 10        | 0         | —         | —         | 1      | 0      | 45    | 5     |
| 2013/14                  | Ювентус                  | 30   | 4    | 1     | 0     | 13        | 2         | —         | —         | 1      | 0      | 45    | 6     |
| 2014/15                  | Ювентус                  | 20   | 4    | 2     | 0     | 10        | 1         | —         | —         | 1      | 0      | 33    | 5     |
| Всего за «Ювентус»       | Всего за «Ювентус»       | 119  | 16   | 9     | 0     | 33        | 3         | 0         | 0         | 3      | 0      | 164   | 19    |
| 2015                     | Нью-Йорк Сити            | 13   | 0    | 0     | 0     | —         | —         | —         | —         | —      | —      | 13    | 0     |
| 2016                     | Нью-Йорк Сити            | 32   | 1    | 0     | 0     | —         | —         | —         | —         | 1      | 0      | 33    | 1     |
| 2017                     | Нью-Йорк Сити            | 15   | 0    | 0     | 0     | —         | —         | —         | —         | —      | —      | 15    | 0     |
| Всего за «Нью-Йорк Сити» | Всего за «Нью-Йорк Сити» | 60   | 1    | 0     | 0     | 0         | 0         | 0         | 0         | 1      | 0      | 61    | 1     |
| Всего за карьеру         | Всего за карьеру         | 570  | 61   | 39    | 0     | 123       | 10        | 13        | 1         | 10     | 1      | 755   | 73    |

### Тренерская
| Команда          | Начало работы  | Завершение работы | Показатели | Показатели | Показатели | Показатели | Показатели |
| Команда          | Начало работы  | Завершение работы | М          | В          | Н          | П          | % побед    |
| ---------------- | -------------- | ----------------- | ---------- | ---------- | ---------- | ---------- | ---------- |
| Ювентус          | 8 августа 2020 | 28 мая 2021       | 52         | 34         | 10         | 8          | 065,38     |
| Фатих Карагюмрюк | 12 июня 2022   | 24 мая 2023       | 25         | 9          | 9          | 7          | 036,00     |
| Сампдория        | 27 июня 2023   | 29 августа 2024   | 45         | 16         | 12         | 17         | 035,56     |
| Дубай Юнайтед    | 25 июля 2025   | н.в.              | 0          | 0          | 0          | 0          | —          |
| Итого            | Итого          | Итого             | 122        | 59         | 31         | 32         | 048,36     |

## Личная жизнь
Пирло — один из двух детей вместе со своим братом Иваном. С 2001 по 2013 год он был женат на Деборе Роверси; у пары двое детей: сын Никколо (родился в 2003 году) и дочь Анджела (родилась в 2006 году). Пара рассталась в 2014 году.
Отец Пирло основал в 1982 году в Брешии компанию по торговле металлами под названием «Elg Steel». Сам Пирло сохраняет долю в семейном бизнесе. Что касается его богатства от семейного бизнеса и футбольной карьеры, Пирло заявил в интервью итальянскому журналу Vanity Fair, что он никогда не говорит о деньгах. Пирло известен как ценитель вина, он также управляет собственным виноградником в Италии, который производит около 15-20 000 бутылок в год.
В 2013 году Пирло вместе с Алессандро Альчьято написал автобиографию под названием «Думаю — следовательно, играю!» (итал. Penso Quindi Gioco). 1 сентября 2014 года вместе со многими нынешними и бывшими звездами футбола принял участие в «Матче мира», который был сыгран на стадионе «Олимпийский» в Риме, а вырученные средства были полностью переданы на благотворительность. В том же году он рассказал, что в юности болел за «Интер», а его любимыми футболистами и основными игроками, оказавшими на него влияние, были бывший немецкий полузащитник Лотар Маттеус — когда он играл за «Интер» — и соотечественник Роберто Баджо — из-за его стиля игры и роли на поле в качестве атакующего плеймейкера, с которым Пирло отождествлял себя в то время.
В июле 2016 года сообщалось, что футболка Пирло стала самой продаваемой футболкой MLS в 2016 году.
7 июля 2017 года партнёрша Пирло, Валентина Бальдини, родила их близнецов, которых назвали Леонардо и Томмазо.
Пирло появился в футбольной видеоигре FIFA 20 от EA Sports в качестве одного из иконок Ultimate Team.